# Cyclodinus franciscanus
Cyclodinus franciscanus là một loài bọ cánh cứng trong họ Anthicidae. Loài này được Casey miêu tả khoa học năm 1895.